# Родительский инстинкт
Родительский инстинкт — один из основных инстинктов живых существ, обеспечивает выживание и развитие потомства.

## Формы проявления родительского инстинкта
Действия животных, направленные на защиту потомства, на улучшение условий его развития, очень многообразны.
У некоторых животных забота ограничивается созданием убежища (логово, гнездо, нора и др.), доставкой пищи потомству.
Если пища заготавливается впрок (превентивная забота, например, некоторые осы откладывают яйца в парализованных гусеницах), то материнская особь может и не встречаться с потомством.
Уход за потомством — более совершенная форма проявления инстинкта. Уход может быть пассивным или активным.
Высшие животные, кроме того, обучают потомство коммуникативным сигналам, способам поиска пищи, распознавания опасности.
Грызуны переносят детёнышей в более безопасное место, пытаются защитить их от хищников. У многих птиц мать в случае опасности имитирует поведение «подранка», отвлекая врага от гнезда. Стадные животные, например, копытные, при появлении хищников нередко образует кольцо вокруг молодняка и самок, защищая их от нападения.
Наиболее сложные формы проявления родительского инстинкта проявляются у приматов, в этом случае мы говорим про родительскую любовь.